# ادوارد سبل
ادوارد سبل (اوکراینی: Едуард Олександрович Соболь؛ زادهٔ ۲۰ آوریل ۱۹۹۵) یک بازیکن فوتبال اهل اوکراین است که در پست دفاع چپ به شکل قرضی از شاختار دونتسک برای باشگاه فوتبال زوریا لوهانسک در لیگ برتر فوتبال اوکراین بازی می‌کند.

## باشگاهی
از باشگاه‌هایی که در آن بازی کرده‌است می‌توان به متالیست خارکوف و متالورگ دونتسک اشاره کرد.